# إي. دالي سوندرز
إي. دالي سوندرز (بالإنجليزية: E. Dale Saunders) هو مترجم أمريكي، ولد في 1919، وتوفي في 1995.

## وصلات خارجية
- إي. دالي سوندرز على موقع ميوزك برينز (الإنجليزية)